# Johann Höhne
Johann Höhne (* 1802 in Ellguth-Sternalitz, Preußisch-Schlesien; † 3. Februar 1886 in Währing bei Wien) war ein österreichischer Baumeister und Architekt deutscher Herkunft.

## Leben
Über die frühen Jahre und die Ausbildung des aus Schlesien stammenden Johann Höhne ist nichts bekannt. 1835 heiratete er in Pressburg die aus Eisenstadt stammende Antonia Wettl. Seit diesem Jahr ist er im Wiener Vorort Währing nachgewiesen. Wo und wann er die Baumeisterkonzession erwarb weiß man nicht.
Er reichte dem Obersthofmeisteramt ein Angebot für die Erweiterung der Kaisergruft und die Neufassadierung der Kapuzinerkirche ein, das angenommen wurde. Dieser Auftrag des Kaiserhauses ist das einzige nachgewiesene Bauprojekt Höhnes in der Stadt Wien. Er arbeitete überwiegend in seiner Heimatgemeinde Währing, für die er auch von 1840 bis 1842 im Gemeinderat saß. Hier lebte er als geachteter Baumeister und Realitätenbesitzer.
Höhne hatte sechs Töchter. Er starb im 84. Lebensjahr und wurde am Gersthofer Friedhof beigesetzt. In Gersthof wurde auch 1892 die Höhnegasse nach ihm benannt.

## Werk

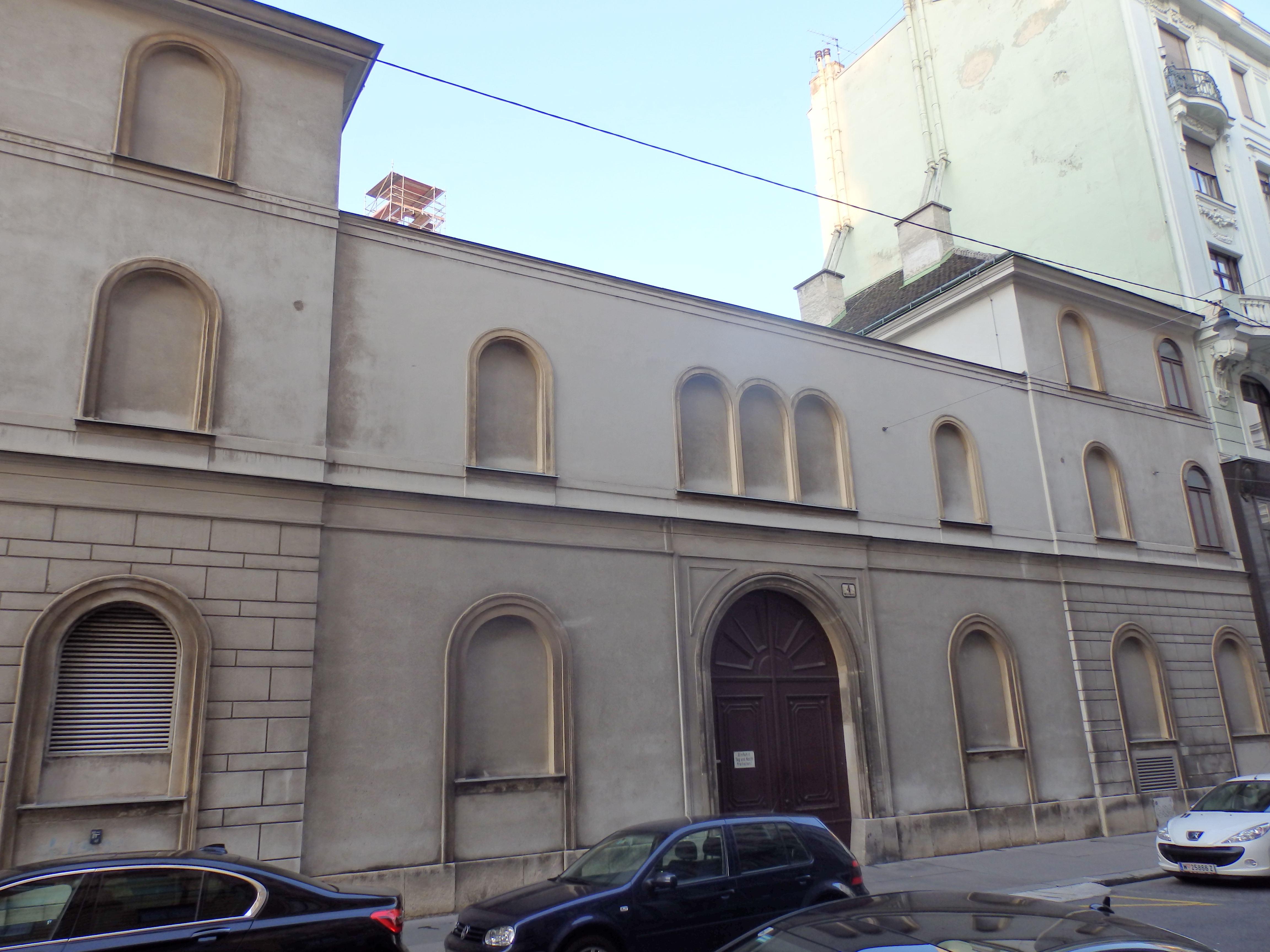
Kapuzinerkloster, Gluckgasse 4 (1840–1842)

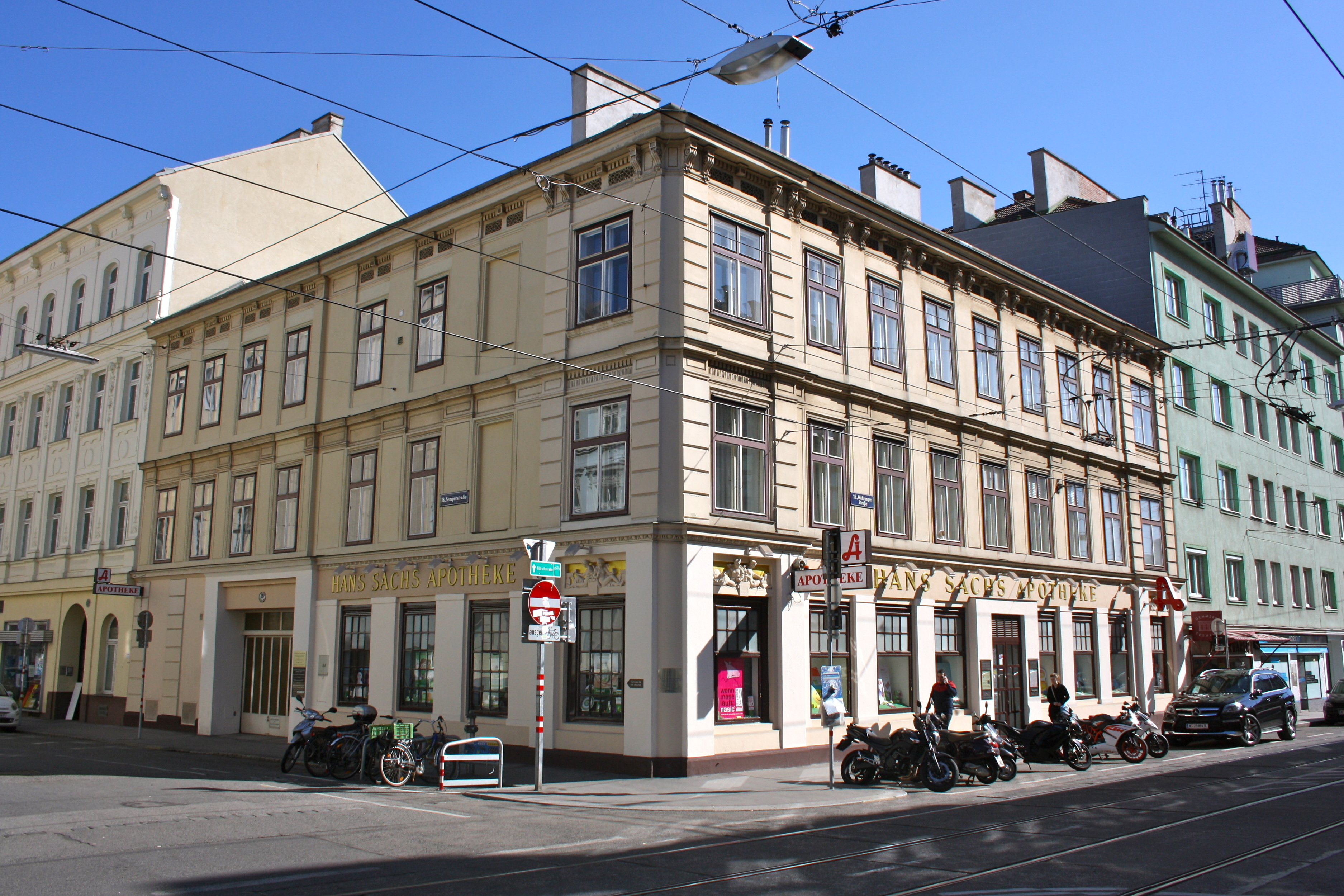
Hans-Sachs-Apotheke, Währinger Straße 84 (1867)

Johann Höhne bediente sich meist einer neoklassizistischen Formensprache, passte aber die Gestaltung seiner Bauten mit großem Einfühlungsvermögen der an ihn gestellten Aufgabe an. So nahm er auf schon Bestehendes Rücksicht, in dem er etwa bei der Erweiterung der Kaisergruft klassische Gestaltungselemente wählte, die auf die benachbarte klassizistische Architektur Bezug nahm, beim Turm der Gertrudskirche in Währing hingegen barocke Formen. Die Fassaden des Kapuzinerklosters gestaltete er extrem schlicht, wie es ihm für ein Gebäude dieses Bettelordens angebracht schien. Seine Wohnbauten hingegen bewegten sich im Rahmen der Gebrauchsarchitektur seiner Zeit.
- Schulhaus, Köhlergasse 9, Wien 18 (1838), abgerissen, an seiner Stelle Schulbau von Hans Hollein
- Neufassadierung der Kapuzinerkirche, Neuer Markt, Wien 1 (1840–1842), 1933–1936 verändert
- Wiedererrichtung der Kapuzinerklostertrakte, Neuer Markt / Gluckgasse, Wien 1 (1840–1842), 1933–1936 zum Teil verändert
- Errichtung der Ferdinands- und Toskanagruft in Kapuzinerkirche, Neuer Markt, Wien 1 (1840–1842)
- Pfarrkirche Eferding (1843), Sanierung der Bauschäden
- ehemaliges Armenhaus, Martinstraße 92, Wien 18 (1846), abgerissen
- Turmaufsatz der Währinger Pfarrkirche St.Gertrud, Gertrudplatz, Wien 18 (1858)
- Miethaus „Hans-Sachs-Apotheke“, Währinger Straße 84, Wien 18 (1867)
- Wohnhaus, Martinstraße 85, Wien 18 (ohne Jahr), abgerissen
- Hoftrakt bei ehemaligem Gemeindehaus (Halterhaus), Gersthofer Straße 113, Wien 18 (ohne Jahr)